# Rheinisches Landesmuseum Bonn
Il Rheinisches Landesmuseum Bonn, o LVR-LandesMuseum Bonn, è un museo storico e archeologico di Bonn, in Germania.

## Descrizione
Trai i più antichi musei di storia culturale della Germania, il Rheinisches-LandesMuseum è dedicato a 400.000 anni di storia umana con i suoi oggetti archeologici, storico-artistici e storico-culturali. L'attenzione si concentra sulla storia culturale della Renania, che è raffigurata da reperti archeologici, opere d'arte medievali, opere della Scuola di Pittura di Düsseldorf. Fra i vari reperti archeologici oggi custoditi nel museo si possono citare gli scheletri della tomba di Oberkassel, che si presume risalgano all'epoca della glaciazione weichseliana, le pietre tombali di Marco Celio Rufo e Quinto Petilio Secondo, la stele di Niederdollendorf e lo scheletro di un uomo di Neanderthal.
Il LVR-LandesMuseum è sostenuto dal LVR (Landschaftsverband Rheinland) e, insieme al Museo Max Ernst del LVR a Brühl e alle Terme romane di Zülpich, costituisce la base del LVR. Museo della Cultura Balneare, l'associazione museale dell'Associazione Regionale della Renania.

## Storia
Il Rheinisches Landesmuseum Bonn (che inizialmente prendeva il nome di Museum Rheinisch-Westfälischer Alterthümer) fu fondato nel 1820 per volere del cancelliere prussiano Karl August von Hardenberg. Nel 1907 fu ampliato e, durante la seconda guerra mondiale, la sezione più vecchia fu distrutta e sostituita con un nuovo edificio. Dal 1998 al 2003, il Rheinisches Landesmuseum Bonn fu rinnovato.  Nel 2010, la sezione dedicata ai reperti preistorici fu riprogettata.